# Module fidèle
Un module M sur un anneau A est dit fidèle si son annulateur est réduit à {0}, en d'autres termes, si l'action de chaque {\displaystyle \alpha \in A\setminus \{0\}} est non triviale ({\displaystyle \alpha \cdot x\neq 0} pour un certain {\displaystyle x\in M}). Autrement dit, un module est fidèle si la représentation associée {\displaystyle \psi :A\to \operatorname {End} (M)} est injective.
À chaque module, on peut associer un module fidèle en procédant de cette manière. Le morphisme d'anneaux {\displaystyle \psi :A\to \operatorname {End} (M)} se factorise en un morphisme injectif {\displaystyle {\tilde {\psi }}:A/\ker \psi \to \operatorname {End} (M)}. Comme {\displaystyle \ker \psi } n'est autre que Ann(M), {\displaystyle {\tilde {\psi }}} donne à M une structure de {\displaystyle A/\operatorname {Ann} (M)}-module, et cette fois M est fidèle puisque {\displaystyle {\tilde {\psi }}} est injective.